# Angliai Rosamunda
Az Angliai Rosamunda (olaszul: Rosmonda d’Inghilterra) Gaetano Donizetti kétfelvonásos operája (opera seria). A szövegkönyvet Felice Romani írta egy korábbi librettójának átdolgozásával, amelyet Carlo Coccia azonos című operája számára írt. A művet 1834. január 27-én mutatták be először a firenzei Teatro della Pergolában. Magyarországon még nem játszották.

## Szereplők
| Szereplő                                    | Hangfekvés   | Az ősbemutató szereposztása |
| ------------------------------------------- | ------------ | --------------------------- |
| Rosamunda Clifford, Clifford lánya          | szoprán      | Fanny Tacchinardi Persiani  |
| Eleonora di Guienna                         | mezzoszoprán | Anna Delserre               |
| II. Henrik, Anglia királya                  | tenor        | Gilbert Duprez              |
| Arturo, a király apródja                    | alt          | Giuseppina Merola           |
| Clifford, egykori kormányzó                 | basszus      | Carlo Porto Ottolini        |
| Hivatalnokok, tanácsosok, apródok, katonák. |              |                             |

## Cselekmény
A háborúból visszatért II. Henriket féltékeny felesége, Eleonora várja illetve titkos szeretője, Rosamunda Clifford, akivel évekkel korábban, Edgardo álnéven ismerkedett meg. A király elmeséli szerencsétlen, szerelem nélküli házasságát az öreg Cliffordnak, aki arra inti, hogy ne cselekedjen tisztességtelenül. Rosamunda türelmetlenül várja a találkozást szerelmével, Edgardóval, ám amikor az apja elmondja neki, hogy udvarlója már házas, összeomlik. A féltékeny Eleonora arra gyanakszik, hogy Rosamunda a vetélytársa és megpróbálja a királyt visszacsábítani, sőt a szemére hányja, hogy nem lett volna király nélküle. A király mindössze békére vágyik. Clifford megpróbálja Rosamundát biztos helyre menekíteni, de még mielőtt útrakelnének, a lány találkozik szerelmével. Edgardo ekkor felfedi kilétét a lány előtt és megígéri neki, hogy királynéjává teszi. Rosamunda elborzad a tények hallatán. A lány szobájába a bosszút forraló Eleonora érkezik és megmérgezi a lányt, aki megváltásként tekint közelgő halálára.